# Ферри, Ольга
Ольга Ферри (20 сентября 1928, Буэнос-Айрес — 15 сентября 2012) — аргентинская балерина и киноактриса.

## Биография
Родилась 20 сентября 1928 года в Буэнос-Айресе. Посещала школу театра «Колон» (преподаватель — Э. Балнс), в котором работала с 1947 года. В 1949 году стала ведущей солисткой этого театра.
В 1960-х годах появлялась неоднократно на европейской сцене с коллективами Королевского шведского балета, «Берлинер балле» и «Лондон фестивал балле».
Исполнила ведущие партии в таких балетах как «Жизель», «Щелкунчик», «Лебединое 
озеро», «Сильфиды», «Коппелия» и т. д., а также снялась в фильме «Жизнь и любовные похождения Фанни Эльслер» (1961) Дж. Картера.
Вместе с мужем Э. Ломми основала школу балета в Буэнос-Айресе.
Умерла 15 сентября 2012 года.